# Benjamin Brain
Benjamin Brain detto Big Ben (Bristol, 1753 – Londra, 8 aprile 1794) è stato un pugile inglese, campione d'inghilterra e del mondo nel 1791.
L'ascesa di Brain è considerato un punto di riferimento della storia della boxe. Con lui termina la fase del pugilato in cui i contendenti si ponevano uno avanti all'altro e cominciavano a scagliarsi pugni finché uno non cedeva. I pugili che verranno dopo di lui adotteranno delle tattiche e perfezioneranno i rozzi metodi di combattimento fino ad allora utilizzati.
Nacque nella città di Bristol, nel sud-ovest dell'Inghilterra. Lavorò in una miniera di carbone per poi decidere di dedicarsi al pugilato. Nel 1774 disputò il suo primo incontro in cui sconfisse Jack Claiton, il campione di Kingswood.
Nel 1786 affrontò il difficile avversario John Boone, durante l'incontro una parte degli spettatori salì sul ring e cominciarono ad accanirsi contro Brain. Quando fu riportato l'ordine Brain aveva un occhio ferito e un pronunciato gonfiore al volto. Nonostante l'accaduto Big Ben non rinunciò al combattimento, si fece curare le ferite e si riportò al centro del ring. Dopo dieci minuti Boone si arrese sotto i colpi di Brain.
Nel 1789 fu scelto come sfidante di Thomas Jackling per il titolo di campione d'Inghilterra. Pochi giorni prima della data fissata per l'incontro Brain si ammalò, la sfida fu quindi annullata. Perse tutti i denari che aveva scommesso sulla sua vittoria.
I due si incontrarono nel 1791 al Wrotham in Kent. Brain vinse abbastanza facilmente sul quarantenne Jackling, che abbandonò il ring con il naso fratturato. Nella circostanza Brain si fratturò una falange della mano destra. Lo stesso anno della vittoria del titolo Brain si ritirò dalla boxe lasciando il titolo vacante. Nel 1793 volle mettere in discussione il titolo contro lo sfidante Will Wodd, ma Brain si ammalò gravemente e non fu in grado di combattere. Morì l'aprile dell'anno successivo ancora considerato da tutti come detentore del titolo di campione d'Inghilterra.